# الحربي الجدياوي
الحربي الجدياوي (8 أغسطس 1986 بستراسبورغ في فرنسا - ) (بالفرنسية: Alharbi El Jadeyaoui)‏ هو لاعب كرة قدم فرنسي في مركز الوسط. شارك مع منتخب المغرب لكرة القدم. أما مع النوادي، فقد لعب مع نادي أنجيه ونادي بريست ونادي بوفيه ونادي تور ونادي شاتورو ونادي غانغون ونادي قره باغ ونادي لانس.

## وصلات خارجية
- الحربي الجدياوي على موقع رابطة كرة القدم الفرنسية للمحترفين (الإنجليزية)
- الحربي الجدياوي على موقع قاعدة بيانات كرة القدم.إي يو (الإنجليزية)
- الحربي الجدياوي على موقع ليكيب (الفرنسية)
- الحربي الجدياوي على موقع ناشيونال فوتبول تيمز (الإنجليزية)
- الحربي الجدياوي على موقع Soccerway.com (الإنجليزية)
- الحربي الجدياوي على موقع AS.com (الإسبانية)